# Bipasha Basu
Bipasha Basu (en hindi : बिपाशा बसु), née le 7 janvier 1979 à New Delhi (Delhi), est une actrice mannequin indienne.
Elle fait ses débuts au cinéma en 2001 dans Ajnabee qui lui vaut le Filmfare Award du meilleur espoir féminin et connait le succès avec Raaz en 2002. Ensuite elle se fait remarquer dans le thriller érotique Jism en 2003. Elle joue dans de nombreux succès commerciaux, No Entry (2005), Phir Hera Pheri (2006),Dhoom 2 (2006), Race (2008) et Raaz 3D (2012). 
De plus, ses interprétations dans Apaharan (2005), Corporate (2006), Bachna Ae Haseeno (2008) et Lamhaa (2010) lui ont permis d'être nommée à plusieurs prix.
Bipasha Basu est fréquemment présentée par les médias indiens comme un sex-symbol.

## Jeunesse et vie privée
Bipasha Basu est née à Delhi, a été élevée à Calcutta et vit aujourd'hui à Mumbai. Souhaitant devenir médecin, elle entreprend des études scientifiques, mais rebutée par les dissections, elle s'oriente vers le commerce. Puis Mehr Jessia Rampal lui conseille de participer au Godrej Cinthol Supermodel qu'elle remporte. D'autres prix suivent et elle s'engage dans une carrière de mannequin, fait de nombreuses publicités pour des marques connues dont celle pour Calida qui fait scandale.
Bipasha Basu a eu une relation avec l'acteur Dino Morea de 1996 à 2002. Puis sur le tournage de Jism elle rencontre l'acteur John Abraham avec lequel elle entretient une relation très médiatisée jusqu'en 2011.
Elle mesure 1,72 m. Ses surnoms sont Bips et Bonny.
Elle est l'une des jurées pour le concours Femina Miss India de 2004.
Elle a été 7e sur la liste des meilleures actrices de Bollywood de 2006.
En 2011 Bipasha Basu est classée huitième femme la plus désirée selon le Time of India et seconde sur la liste des femmes les plus sexy d'Asie du magazine britannique Eastern Eye.
Bipasha Basu a épousé Karan Singh Grover en avril 2016

## Carrière cinématographique

### Débuts (2001-2002)
Bipasha Basu commence par refuser la proposition de Vinod Khanna de jouer auprès de son fils, Akshaye Khanna, dans Himalaya Putra pour accepter celle de Jaya Bachchan qui la sollicite pour le premier film de son fils Abhishek Bachchan,  Aakhri Mughal, mais ce projet est annulé au profit de Refugee.
Son premier film est Ajnabee en 2001 qui a un certain succès et grâce auquel elle décroche le Filmfare Award du meilleur espoir féminin.
Mais le film est une mauvaise expérience pour elle car elle ne s'entend pas avec sa partenaire Kareena Kapoor, leurs conflits fait les choux gras de la presse people indienne.
En 2002 Bipasha Basu est contactée par Vikram Bhatt, qui la fait tourner dans Raaz. Elle y interprète Sanjana une jeune mariée qui tente de sauver son couple mais est en proie à un esprit démoniaque et vengeur. Ce film conforte sa réputation à Bollywood et lui vaut une nomination au Filmfare Award de la meilleure actrice. En effet le film est un des plus gros succès commerciaux de l'année il se classe devant Devdas et devient un blockbuster. Le long métrage atteindra le statut du film culte et va lancer la mode des films d'horreur. Ses films suivants, Chor Machaaye Shor et Gunaah, où elle retrouve Dino Morea sont des échecs critiques et commerciaux.

### Percée (2003-2004)
En 2003, elle interprète Sonia Khanna épouse d'un millionnaire qui entretient une aventure extraconjugale qu'il la pousse au meurtre de son époux avec la complicité de son amant (John Abraham) dans le triller Jism, d'Amit Saxena. Le film est un succès au box-office, la critique apprécie le long métrage et Bipasha Basu décroche une nomination aux Filmfare Awards. Le long métrage fait néanmoins scandale auprès du Bollywood puritain néanmoins grâce au scandale du film l'actrice est au sommet de sa popularité,. Le succès et la popularité de ce thriller vont consolider sa carrière  à  Bollywood. Elle retrouve le réalisateur Vikram Bhatt dans Footpath un film de gangsters elle donne la réplique à Aftab Shivdasani un des protégés de Vikram Bhatt et le nouveau venu Emraan Hashmi. Néanmoins la sauce ne prend pas le critique reproche à Bipasha la similitude de son rôle avec celui de Jism. Aussi son jeu d'actrice ou les scènes qui nécessitent une certaine émotion sont largement exagérés. Elle ferme l'année avec le film patriotique Zameen succès public mais qui peine à séduire la presse.
Bien que prolifique, 2004 est une mauvaise année pour l'actrice, l'ensemble de ses films échoue et la critique lui reproche une série de rôles répétitifs ; les mauvaises langues diront que le succès croissant de Priyanka Chopra et le regain de la carrière de Kareena Kapoor participent à la décroissance de sa carrière cinématographique.

### Succès (2005-2009)
Après le succès mitigé de Barsaat l'actrice renoue avec le succès en 2005 avec la comédie No Entry dont elle partage la vedette avec Salman Khan. Le film est l'un des plus grands succès du box-office annuel, son interprétation est acclamée par la critique et elle nommée aux Filmfare Awards de la meilleure actrice. Elle joue ensuite le rôle d'une activiste politique dans le film dramatique Apaharan bien accueillie par le public et la critique. seul petit bémol sur le tableau Shikhar véritable désastre.
En 2006, Bipasha Basu continue sur sa lancée et tourne dans quatre succès consécutifs. Dans Phir Hera Pheri elle interprète Anuradha, une femme vénale, elle apparaît ensuite dans Corporate où elle joue le rôle d'une femme ambitieuse qui use de tous les moyens pour parvenir à ses fins. Son interprétation est appréciée de la critique et elle reçoit une nomination dans la catégorie meilleure actrice lors de la cérémonie des Filmfare Awards.
Toujours en 2006, dans Omkara, elle interprète Billo Chamanbahar une jeune femme prête à tout pour que l'homme dont elle est amoureuse daigne enfin lui accorder de l'importance. Malgré une interprétation pleine de conviction et d'émotion, le jeu de Bipasha Basu est éclipsé par ceux de Kareena Kapoor et Konkona Sen Sharma.
Enfin l'actrice ferme l'année avec Dhoom 2, où elle tient le second rôle féminin, mais si le film est un succès public, l'interprétation de Bipasha Basu passe inaperçue.
Elle joue ensuite dans  Dhan Dhana Dhan Goal (2007), film de sport de Vivek Agnihotri où elle partage l'affiche avec son compagnon John Abraham et Arshad Warsi, le film est un succès mitigé.
Elle partage ensuite avec Saif Ali Khan la vedette de Race, la critique souligne leur parfaite complicité à l'écran et la presse à scandales ne tarde pas à évoquer une relation passionnée entre les deux acteurs hors écrans. Le film est un succès au box office, de plus Bipasha Basu est saluée par la critique.
Puis elle joue dans Bachna Ae Haseeno où son jeu est de nouveau apprécié par la critique et elle reçoit une nomination aux Filmfare Awards du meilleur second rôle féminin.
Enfin, elle fait une apparition dans une des chansons de Rab Ne Bana Di Jodi.
L'année suivante, Bipasha Basu tourne dans 3 films. Le premier, Aa Dekhen Zara, fait un flop tandis que le second, All The Best: Fun Begins, connait un succès relatif.
Puis elle est à l'affiche d'une production bengali, Shob Charitro Kalponik, où elle interprète la veuve d'un poète vivant coupé du monde. Elle obtient pour son rôle des avis élogieux de la part de la quasi-totalité des critiques, le film remporte le National Film Awards du meilleur film en langue bengali.
Après cinq années de succès quasi interrompu, Bipasha Basu s'impose comme une actrice de premier plan à Bollywood face à ses rivales Priyanka Chopra et Kareena Kapoor ainsi son salaire ne se négocie pas en dessous des 40 millions de roupies.

### Depuis 2010
En 2010 Bipasha tourne dans trois films, le premier est Pankh, s’ensuit Lamhaa qui dépeint les troubles de la région du Cachemire. Le film connait de nombreux problèmes de tournage, en effet Bipasha Basu quitte le plateau de tournage craignant pour sa sécurité, néanmoins son interprétation d'une jeune femme cachemiri est saluée unanimement par la critique et Bipasha Basu est désormais reconnue comme une comédienne polyvalente. Enfin elle joue dans Aakrosh. Les trois films sont des désastres commerciaux. Alors que les magazines soulignent les échecs de l'actrice celle-ci précise qu'elle ne se focalise plus sur le rendement au box-office mais exclusivement sur la qualité des scénarios et que le plus gros est derrière elle. La dynamique qu'a prise sa carrière à la fin des années 2000 laisse présager les temps difficiles qui attendent l'actrice.
L'année suivante la belle signe dans le drame Dum Maaro Dum. Elle donne la réplique à Abhishek Bachan et Rana Dagubati. Le film qui est très attendu est néanmoins un échec critique et commercial. La critique souligne le fait que son rôle est plus un faire valoir et qu'elle aurait dû être créditée comme faisant une apparition spéciale.
En 2012 elle tourne dans Players qui est un desastre au box office, puis achève le tournage de son premier film international, Singularity, aux côtés de Josh Hartnett. La même année elle est à l'affiche de Jodi Breakers de nouveau un échec au box-office.
Face aux échecs auxquels elle est confrontée elle finit par accepter de jouer dans un reboot de Raaz. Film qui 9 ans auparavant l'avait propulsée au rang de star. Elle espère mettre fin à l'âge sombre auquel est confrontée sa carrière. Elle tente de négocier pour le film 40 millions de roupies une somme qui lui sera sèchement refusée par la maison de production Vishesh Films. Elle finit par obtenir 20 millions de roupies.
Aussi Raaz 3 (2012) de Vikram Bhatt, un film d’horreur tourné en 3D, se hisse à la première place du box-office. Néanmoins la critique n’épargne pas le film qui est qualifié de mauvais et trop cliché.
Encouragée par son dernier succès Bipasha Basu tourne dans un florilège de film d’horreur entre 2013 et 2015 qui ne remplissent pas les salles indiennes.
Exception à la règle elle sera à l'affiche de la comédie Humshakals en 2014, ou elle donne alors la réplique à Saif Ali Khan, Riteish Deshmukh et Esha Gupta malgré des résultats corrects au box-office le film est qualifié de flops car il ne réussit pas à couvrir le budget colossal investit. Le film est un désastre auprès des critiques qui le qualifie de sexiste, et médiocre. Néanmoins la critique salue l'interprétation de Bipasha qui éclipse les autres stars féminines du film.

## Filmographie
- 2001 : Ajnabee : Neeta
- 2002 : Takkari Donga : Panasa
- 2002 : Raaz : Sanjana Dhanraj
- 2002 : Aankhen : Raina
- 2002 : Mere Yaar Ki Shaadi Hai : Ria
- 2002 : Chor Machaaye Shor : Ranjita
- 2002 : Gunaah : Prabha Narayan
- 2003 : Tujhe Meri Kasam : Elle-même
- 2003 : Jism : Sonia Khanna
- 2003 : Footpath : Sanjana Rai Shingla Khan
- 2003 : Rules: Pyaar Ka Superhit Formula
- 2003 : Zameen : Nandini
- 2004 : Ishq Hai Tumse : Kushboo
- 2004 : Aetbaar : Ria Malhotra
- 2004 : Rudraksh : Gayetri
- 2004 : Rakht : Drishti
- 2004 : Madhoshi : Anupama Kaul
- 2005 : Chehraa : Megha
- 2005 : Sachein : Manju
- 2005 : Viruddh... Family Comes First
- 2005 : Barsaat : Anna
- 2005 : No Entry : Bobby
- 2005 : Apaharan : Megha
- 2005 : Shikhar : Natasha
- 2006 : Hum Ko Deewana Kar Gaye : Sonia Berry
- 2006 : Darna Zaroori Hai : Varsha
- 2006 : Phir Hera Pheri : Anuradha
- 2006 : Alag
- 2006 : Corporate : Nishigandha Dasgupta
- 2006 : Omkara : Billo Chamanbahar
- 2006 : Jaane Hoga Kya : Aditi
- 2006 : Dhoom 2 : Monali Bose
- 2007 : Nehlle Pe Dehlla : Pooja
- 2007 : No Smoking
- 2007 : Om Shanti Om : Elle-même
- 2007 : Dhan Dhana Dhan Goal : Rumana
- 2008 : Race : Sonia
- 2008 : Bachna Ae Haseeno : Radhika/Shreya Rathod
- 2008 : Rab Ne Bana Di Jodi
- 2009 : Aa Dekhen Zara : Simi Chatterjee
- 2009 : All The Best: Fun Begins : Jhanvi Chopra
- 2009 : Shob Charitro Kalponik : Radhika
- 2010 : Pankh : Nandini
- 2010 : Lamhaa : Aziza
- 2010 : Aakrosh : Geeta
- 2011 : Dum Maro Dum : Zoey
- 2012 : Players : Riya
- 2012 : Jodi Breakers : Sonali Agnihotri
- 2012 : Raaz 3D : Shanaya
- 2013 : The Lovers : Tulaja Naik
- 2013 : Race 2 : Sonia [31]
- 2013 : Aatma : Maya
- 2014 : Humshakals : Mishti
- 2014 : Most Welcome 2
- 2014 : Creature 3D : Ahana Dutt
- 2015 : Alone : Anjana / Sanjana
- Projet : No Entry Mein Entry : Bobby[32],[33]

## Distinctions

### Récompenses
- 2001 : Filmfare Award du meilleur espoir féminin pour Ajnabee
- 2003 : Zee Cine Awards du meilleur couple avec Dino Morea pour Raaz
- 2006 : Global Indian Film Awards de la meilleure actrice pour Corporate

### Nominations
- 2003 : Filmfare Award du meilleur rôle négatif pour Jism
- 2002 : Filmfare Award de la meilleure actrice pour Raaz